# Рохас, Хорхе Альберто
Хорхе Альберто Рохас Мендес (исп. Leopoldo Rafael Jiménez González; род. 10 января 1977, Мерида) — венесуэльский футболист, игравший на позиции полузащитника. Выступал за сборную Венесуэлы.

## Клубная карьера
Рохас начал карьеру выступая за команды «Эстудиантес де Мерида» и УЛА. В 2002 году он перешёл в «Каракас», где помог клубу дважды выиграть венесуэльскую Примеру и завоевать Кубок Венесуэлы. В 2003 году Хорхе перешёл в эквадорский «Эмелек». По итогам сезона он был признан лучшим иностранным футболистом чемпионата Эквадора. В 2004 Рохас ненадолго вернулся в «Каракас».
После удачных выступлений на родине Хорхе покинул Венесуэлу и подписал контракт с колумбийским «Атлетико Насьональ». В 2005 году он помог клубу выиграть Кубок Мустанга и был признан одним из лучших футболистов чемпионата. По окончании сезона Рохас в третий раз перешёл в «Каракас», в составе которого ещё дважды выиграл национальное первенство.
В 2006 году после двух успешных сезонов, Хорхе недолго выступал за «Америку» из Кали и «Унион Атлетико Маракайбо». В 2008 году он получил предложений от американского «Нью-Йорк Ред Буллз». 19 июля в матче против «Лос-Анджелес Гэлакси» Рохас дебютировал в MLS, отдав в первом поединке две голевые передачи. В том же сезоне он помог «быкам» выйти в финал Кубка MLS. После ухода из «Ред Буллз» Хорхе выступал на родине, играя за «Депортиво Тачира», «Минерос Гуаяна», «Арагуа» и «Метрополитанос».
В начале 2015 года в возрасте 38 лет Хорхе во второй раз стал футболистом «Депортиво Тачира». В первых четырёх матчах он забил три гола. 5 февраля в матче Кубка Либертадорес против парагвайского «Серро Портеньо» Рохас забил гол. 17 мая 2015 года Рохас забил гол с пенальти, оказавшийся единственным в финальной серии чемпионата Венесуэлы 2014/2015 против клуба «Трухильянос», тем самым принеся «Депортиво Тачире» восьмой титул чемпиона страны. По окончании сезона 2017 года покинул команду.
С 2018 года выступает за «Унион Локаль Андина» (Мерида) во втором дивизионе.

## Международная карьера
27 января 1999 года в товарищеском матче против сборной Дании Рохас дебютировал за сборную Венесуэлы. В том же году он принял участие в Кубке Америки. На турнире Хорхе сыграл в матче против сборной Бразилии.
В 2001 году Рохас во второй раз принял участие в Кубке Америки. На турнире он сыграл в матчах против сборных Колумбии.
В 2004 году Хорхе в третий принял участие в Кубке Америки. На турнире он сыграл в поединке против команд Перу и Колумбии. 18 августа в товарищеском матче против сборной Испании Хорхе забил свой первый гол за национальную команду. Через три года Рохас в четвёртый раз выступил на Кубке Америки. Он сыграл в поединках турнира против Боливии и Уругвая.

### Голы за сборную Венесуэлы
| #   | Дата            | Место                                                     | Противник | Счёт | Результат | Соревнование      |
| --- | --------------- | --------------------------------------------------------- | --------- | ---- | --------- | ----------------- |
| 01. | 18 августа 2004 | Гран-Канария, Лас-Пальмас-де-Гран-Канария, Испания        | Испания   | 1:1  | 3:2       | Товарищеский матч |
| 02. | 3 февраля 2008  | Монументаль де Матурин, Матурин, Венесуэла                | Гаити     | 1:0  | 1:0       | Товарищеский матч |
| 03. | 20 августа 2008 | Хосе Антонио Ансоатеги, Хосе Антонио Ансоатеги, Венесуэла | Сирия     | 3:0  | 4:1       | Товарищеский матч |

## Достижения
«Каракас»
- Чемпионат Венесуэлы по футболу — 2000/01, 2002/03, 2005/06, 2006/07
- Обладатель Кубка Венесуэлы — 2001

«Атлетико Насьональ»
- Чемпионат Колумбии по футболу — Апертура 2005

«Депортиво Тачира»
- Чемпионат Венесуэлы по футболу — 2014/2015